# Crowrã
Crowrã (comercialitzada internacionalment com The Buriti Flower) és una pel·lícula dramàtica  brasilera-portuguesa dirigida per João Salaviza i Renée Nader Messora, estrenada el 2023. Està rodada en timbira i portuguès. S'ha doblat i subtitulat al català.

## Argument
La filla de Patpro sent un dolor que avisa del perill. Durant molt de temps, la seva terra ha estat cobejada pels cupé (ramaders). Aquesta serà l'oportunitat per a ella de reviure tres èpoques de la història recent dels seus pobles indígenes, els Krahô al Tocantins, compartint amb nosaltres la seva el seu mode de vida, el seu imaginari i testimoniant la seva resiliència.
La pel·lícula, a la cruïlla del docudrama històric-etnogràfic i faula poètica, es basa en documents dels anys 40 i 60 per acabar amb la seva mobilització de mitjans de 2021 en un context d'exacerbació de les tensions vinculades a les direccions del govern de Jair Bolsonaro.

## Repartiment
- Francisco Hỳjnõ Krahô: Hỳjnõ
- Ilda Patpro Krahô: Patpro
- Luzia Cruwakwyj Krahô: Cruwakwyj (Crowrã)
- Solane Tehtikwỳj Krahô: Jotàt
- Raene Kôtô Krahô: Kôtô
- Débora Sodré: Debora

Amb la participació de:
- Sônia Guajajara: ella mateixa
- Thiago Henrique Karai Djekupe
- Shirlei Djera

## Premis
- Premi al conjunt Un Certain Regard al 76è Festival Internacional de Cinema de Canes[6]
- Festival de Cinema Llatinoamericà de Biarritz de 2023: preestrena